# Edward Hawkins (numismatico)
Edward Hawkins (Macclesfield, 5 maggio 1780 – Londra, 22 maggio 1867) è stato un numismatico, antiquario e banchiere britannico.
È noto come conservatore del British Museum.

## Biografia
Era il figlio più vecchio di Edward Hawkins of Macclesfield, un banchiere, e di sua moglie Ellen, figlia di Brian Hodgson di Ashbourne, Derbyshire. Fu educato alla Macclesfield grammar school, e in seguito privatamente dal 1797 al 1799 da Richard Ormerod, vicario di Kensington.
Nel 1799 tornò a Macclesfield, e ricevette un incarico in un corpo di volontari che si trovava lì. Lavorò con il padre alla banca di Macclesfield fino al 1802, quando la famiglia lasciò Macclesfield e si stabilì a Court Herbert nel Glamorganshire. Quando si trovava lì fu socio con padre in una banca a Swansea, dove gestirono la lavorazione del rame alla Neath Abbey.
Nel 1807 lasciò Court Herbert e in seguito visse a Glanburne, Drymon e Dylais nel Galles del nord. In questo periodo iniziò a interessarsi di botanica e nel 1806 entrò come membro alla Linnean Society. Formò anche una collezione di libri e stampe relativi a Chester, ed aggiunse un gran numero di incisioni alla sua copia del Cheshire di Ormerod. Nel 1816 suo padre morì, lasciando pesanti debiti che Hawkins caricò volontariamente sulle sue proprietà.
Nel 1819 Hawkins prese residenza nel Surrey, prima a Nutfield, e poi alla East Hill, Oxted. Nel 1821 fu eletto Fellow of the Royal Society, di cui divenne vicepresidente.
Nel 1826 Hawkins fu nominato conservatore delle antichità (che in quel periodo includevano monete e medaglie, stampe e incisioni) al British Museum, succedendo a Taylor Combe, di cui era stato il vice dal maggio 1825, e mantenne l'incarico fino alla fine del 1860. È stato presidente dell'allora Numismatic Society of London (poi Royal Numismatic Society), e membro (eletto nel 1826) e vicepresidente (1856) della Society of Antiquaries of London; contribuì allo sviluppo di entrambe le società. Nel 1846 fu eletto come uno dei tesorieri della Society for Promoting Christian Knowledge.
Hawkins morì nella sua casa di Londra al 6 di Lower Berkeley Street.

## Pubblicazioni
Curò e contribuì alla parte v. e alle parti vii–x. della Description of Ancient Marbles in the British Museum, 1812, &c., e completò e rivide la Description of the Anglo-Gallic Coins in the British Museum, 1826, iniziata da Combe. Hawkins pubblicò nel 1841, a Londra, The Silver Coins of England, l'opera standard su questo tema (2ª 3ª edizioni a cura di Robert Lloyd Kenyon, 1876, e 1887). 
Scrisse anche un resoconto descrittivo delle medaglie inglesi, e un compendio di parte di questo lavoro (fino alla fine del regno di Guglielmo III) che fu stampato nel 1852. Il Consiglio del British Museum decise di non pubblicare l'opera, principalmente a causa di diversi paragrafi in cui Hawkins aveva espresso le sue forti opinioni protestanti e Tory. Ma, una volta completato fino alla morte di Giorgio II, e riveduta, con aggiunte, da parte di Augustus Wollaston Franks e H. A. Grueber, uscì come una pubblicazione del British Museum nel 1885, con il titolo Medallic Illustrations of the History of Great Britain and Ireland , Londra, in 2 voll. Il testo divenne un'opera standard per questo argomento. Hawkins aveva una profonda conoscenza delle medaglie inglesi, e ne aveva formato una raccolta, che gli era stata acquistata dal British Museum nel 1860. Aveva anche formato una grande collezione di caricature politiche inglesi, che fu acquistata dal British Museum nel 1868.
Hawkins curò, per la Chetham Society, due opere di sir William Brereton:  Travels in Holland, …, (1844) e The Holy Lyfe … of Saynt Werburge, (1848).

## Famiglia
Hawkins sposò il 29 settembre 1806, figlia del Major Rohde, ed ebbero tre figli e una figlia:
- Edward, morto nel 1867;
- Rev. Herbert Samuel, rettore di Deyton, Suffolk;
- Major Rohde Hawkins, l'architetto;
- Mary Eliza, moglie di John Robert Kenyon, Q.C.